# Oenocatantops miles
Oenocatantops miles är en insektsart som först beskrevs av Giglio-tos 1907.  Oenocatantops miles ingår i släktet Oenocatantops och familjen gräshoppor. Inga underarter finns listade i Catalogue of Life.